# Albatros D.IX
Albatros D.IX – niemiecki dwupłatowy samolot myśliwski z okresu I wojny światowej, zaprojektowany i zbudowany w niemieckiej wytwórni Albatros-Werke GmbH w Berlinie. Z powodu niezadowalających osiągów maszyna nie weszła do produkcji seryjnej.

## Historia
Na początku 1918 roku w zakładach Albatros-Werke GmbH zbudowano prototyp samolotu myśliwskiego, zrywający z typową dla Albatrosa konstrukcją półskorupową. Zaprojektowany na nowo kadłub miał płaskie boki i płaskie dno, a zaokrąglony nos pozbawiony był kołpaka. Dwupłatowe skrzydła o jednakowej cięciwie były niemal identyczne jak w modelu D.VII, lecz łączyły je krótsze zastrzały i cięgna, na modę francuskich myśliwców SPAD S.VII i SPAD S.XIII. Do napędu maszyny zastosowano silnik rzędowy Mercedes D.IIIa. Zbudowano tylko jeden egzemplarz myśliwca, którego osiągi były niższe od używanych w Luftstreitkräfte myśliwców, więc prace nad projektem zostały przerwane.

## Opis konstrukcji i dane techniczne

Silnik Mercedes D.IIIa eksponowany w MLP w Krakowie

Albatros D.IX był jednosilnikowym, jednoosobowym dwupłatem myśliwskim. Długość samolotu wynosiła 6,65 metra, a rozpiętość skrzydeł 10,4 metra. Lotki na obu płatach, połączone ze sobą za pomocą zastrzałów. Masa pustego płatowca wynosiła 677 kg, zaś masa startowa – 897 kg. Wysokość samolotu wynosiła 2,75 metra. Napęd stanowił chłodzony cieczą 6-cylindrowy silnik rzędowy Mercedes D.IIIa o mocy 128 kW (174 KM) przy 1400 obr./min. Prędkość maksymalna samolotu wynosiła 155 km/h, zaś długotrwałość lotu 1,5 godziny. Maszyna osiągała pułap 1000 metrów w czasie 4 minut i 5000 metrów w 35 minut.
Prototyp uzbrojony był w dwa stałe zsynchronizowane karabiny maszynowe LMG 08/15 kalibru 7,92 mm.